# Acheletides
Die Acheletides (altgriechisch Ἀχελητίδες Achelētídes oder Ἀχαλητίδες Achalētídes) sind Nymphen der griechischen Mythologie.
Sie sind die Nymphen des lydischen, beim Sipylos und bei Smyrna verlaufenden Flusses Acheles, nach dem sie benannt wurden. Die Acheletides sind nur beim Epiker Panyasis aus dem 5. Jahrhundert v. Chr. bezeugt.